# Allendorf (Thüringen)

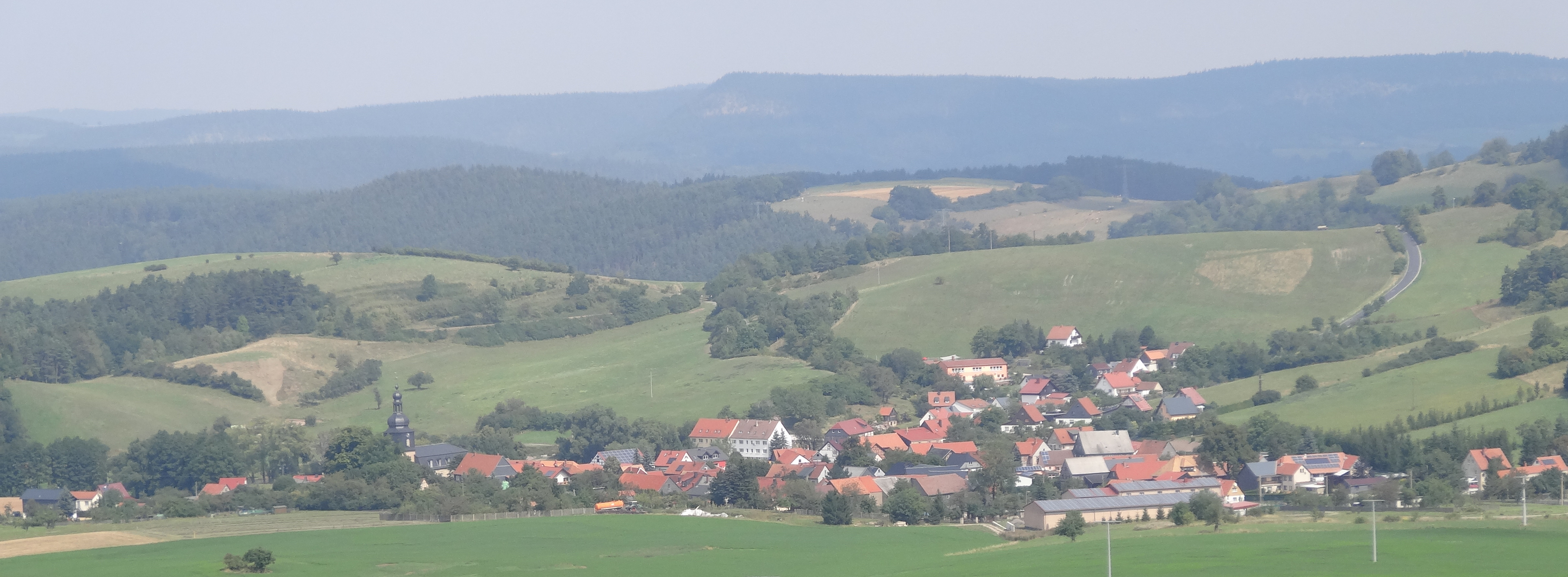
Blick auf Allendorf

Allendorf (Ausspracheⓘ) ist eine Gemeinde im Landkreis Saalfeld-Rudolstadt in Thüringen.

## Geografie
Allendorf liegt auf einer pultförmigen Hochfläche zwischen Schwarzatal im Süden und Rinnetal im Norden. Sie fällt südlich des Ortes steil ins Schwarzatal ab und ist dort mit Ahornen und Linden bewaldet, während sie nördlich des Ortes sanft ins Rinnetal abfällt. Diese Fläche ist unbewaldet und dient als Viehweide.

### Nachbargemeinden
Im Uhrzeigersinn, beginnend im Norden: Königsee, Bechstedt, Schwarzburg, Sitzendorf

### Gemeindegliederung
Die Gemeinde besteht aus zwei Ortsteilen:
- Allendorf
- Aschau

## Geschichte
Das Dorf wurde 1196–1210 oder 1221 erstmals urkundlich erwähnt.
Unweit nördlich des Ortes liegt der Heilige Berg. Nördlich unterhalb des Gipfels befindet sich die Bärenhöhle, in der Knochen von Hirschen, Wildpferden und Wildkatzen gefunden wurden. Bis 1918 gehörte der Ort zur Oberherrschaft des Fürstentums Schwarzburg-Rudolstadt.
Im Dorf gab es ein Rittergut mit 100 ha Wirtschaftsfläche, das 1923 von Walter Oertel gepachtet war. Nach dem Zweiten Weltkrieg unterlag der Betrieb der Entwicklung der Landwirtschaft in der DDR.
Seit 1993 gehörte Allendorf der Verwaltungsgemeinschaft Mittleres Schwarzatal an. Nach deren Auflösung zum 1. Januar 2019 ist Königsee erfüllende Gemeinde für Allendorf.

## Sehenswürdigkeiten
- Dorfkirche Allendorf (Thüringen)

## Politik
Der Rat der Gemeinde Allendorf besteht aus sechs Ratsfrauen und Ratsherren. Seit der Gemeinderatswahl am 26. Mai 2024 gehören alle Ratsmitglieder (nur männlich) der Liste der Freiwilligen Feuerwehr an.
Bürgermeister ist seit den Kommunalwahlen in Thüringen am 26. Mai 2019 Christian Bechmann (Freiwillige Feuerwehr). Am 18. Mai 2025 war er bei einer Wahlbeteiligung von 37,6 % mit 90,3 % der gültigen Stimmen im Amt bestätigt worden. Zuvor war von 1994 bis 1999 Bernd Rottmann Bürgermeister von Allendorf, ehe von 1999 bis 2019 Walter Oertel folgte.
Es besteht eine Ortspartnerschaft mit Allendorf (Lumda).

## Wirtschaft und Infrastruktur
Die meisten Allendorfer arbeiten in den Städten der Umgebung, zum Beispiel in Königsee oder Saalfeld.
Größtes Unternehmen ist die Firma Königsee Implantate und Instrumente zur Osteosynthese GmbH mit ca. 140 Beschäftigten im Ortsteil Aschau. Zweitgrößter Betrieb ist die Firma Metallverarbeitung Bach in Allendorf mit ca. 30 Beschäftigten. Dort werden Dreh-, Fräs- und Biegeteile aus metallischen Werkstoffen hergestellt und vertrieben. Daneben gibt es einige kleinere Handwerksbetriebe.
Eine Nebeneinnahmequelle ist der Tourismus. Früher waren auch Schaf- und Rinderzucht von Bedeutung.
Von Allendorf führen Straßen nach Aschau, Bechstedt, Königsee, Oberhain, Schwarzburg und Unterköditz. Am 27. Juni 1900 bekam der Ort einen Eisenbahnanschluss am einen Kilometer östlich gelegenen Bahnhof Bechstedt-Trippstein der Schwarzatalbahn.

### Bus
| Linie | Betreiber | Linienverlauf |
| ----- | --------- | --- |
| 330   | KomBus    | Königsee Bahnhofstr.– Allendorf – Mankenbach Wendeschleife                                                       |
| 333   | KomBus    | (Königsee Werkö) – Königsee Bahnhofstr. – Sitzendorf Parkplatz/Porzellanmanufaktur/Bahnhof – Mellenbach Blumenau |

## Persönlichkeiten
- Balthasar Walther (* 1. Mai 1586 in Allendorf; 15. November 1640 in Braunschweig), lutherischer Theologe[8]